# Kristen Wiig
Kristen Carroll Wiig (Canandaigua, Nova York, 22 d'agost de 1973) és una actriu de cinema i televisió estatunidenca, que va formar part de Saturday Night Live des de 2005 fins a 2012. Wiig va ser membre del grup The Groundlings, i ha aparegut en diverses pel·lícules i sèries de televisió, incloent Bridesmaids, MacGruber, Flight of the Conchords, Adventureland i Paul. Els seus papers com a actriu de veu inclouen a "Ruffnut" a Com entrenar al teu drac i "Lola Bunny" en la sèrie The Looney Tunes Show. Va actuar al costat de Maddie Ziegler en la presentació de la cançó Chandelier de la cantant australiana Sia Furler als Grammy Awards de 2015, fent servir ambdues una perruca en referència al pentinat de la cantant.

## Biografia
Wiig va néixer el 22 d'agost de 1973, a Canandaigua, Nova York, filla de Jon Arne Joseph Wiig, que dirigia un port esportiu a un llac a l'oest de Nova York, i Laurie Day (nascuda Johnston). El seu pare té ascendència noruega i irlandesa i la seva mare és d'ascendència anglesa i escocesa. El nom Wiig prové de l'àrea Vik a Sogn og Fjordane a Noruega. L'avi patern de Kristen, Gunnar Ove Wiig, va emigrar de Noruega als Estats Units quan de petit i va créixer a Rochester, Nova York, on va ser locutor de l'equip de beisbol Rochester Red Wings, esdevenint després productor executiu de la ràdio WHEC, WHEC -TV i WROC-TV.
Wiig es va mudar amb la seva família a Lancaster, Pennsilvània, a l'edat de tres anys, i va anar a la Nitrauer Elementary School i Manheim Township Middle School fins a vuitè grau. Posteriorment es va mudar a Rochester amb la seva família a l'edat de 13 anys, on va anar a l'Allendale Columbia School per a novè i desè grau i es va graduar de Brighton High School.
Va començar la seva educació superior al Roanoke College, però aviat va tornar a Rochester. Es matriculà a la universitat comunitària i va fer un programa de vida a l'aire lliure de tres mesos. En aquell moment encara no havia despertat la seva vocació com a actriu. Wiig després va matricular-se a la Universitat d'Arizona, especialitzant-se en art. Va ser allà, en seguir una assignatura d'actuació per complir amb un requisit del curs, que la mestra li va suggerir que continués actuant.A punt de començar un un treball en una clínica de cirurgia plàstica fent dibuixos dels cossos postoperatoris de les persones, el dia abans d'incorporar-se a la feina va decidir mudar-se a Los Angeles i provar de fer carrera com a actriu.
A principis de 2020 va ser mare de bessons a través de gestació subrogada al costat de la seva parella Avi Rothman.

## Personatges de Saturday Night Live

### Imitacions a celebritats
- Martha Stewart
- Drew Barrymore
- Jennifer Tilly
- Mary-Louise Parker

## Filmografia

### Cinema
| Año  | Título                            | Rol                              | Notas                        |
| ---- | --------------------------------- | -------------------------------- | ---------------------------- |
| 2003 | Melvin Goes to Dinner             | Extra                            |                              |
| 2006 | Unaccompanied Minors              | Carole Malone                    |                              |
| 2006 | The Enigma with a Stigma          | Tux Shop Employee                |                              |
| 2007 | Knocked Up                        | Jill                             |                              |
| 2007 | Meet Bill                         | Jane Whitman                     |                              |
| 2007 | The Brothers Solomon              | Janine                           |                              |
| 2007 | Walk Hard: The Dewey Cox Story    | Edith Cox                        |                              |
| 2008 | Semi-Pro                          | Bear Handler                     |                              |
| 2008 | Forgetting Sarah Marshall         | Yoga Instructor                  |                              |
| 2008 | Pretty Bird                       | Mandy                            |                              |
| 2008 | Ghost Town                        | Surgeon                          |                              |
| 2009 | Adventureland                     | Paulette                         |                              |
| 2009 | Ice Age: Dawn of the Dinosaurs    | Pudgy Beaver Mom (voz)           |                              |
| 2009 | Whip It                           | Maggie Mayhem                    |                              |
| 2009 | Extract                           | Suzie Reynolds                   |                              |
| 2010 | Cómo entrenar a tu dragón         | Brutilda Borton (voz)            |                              |
| 2010 | Date Night                        | Haley Sullivan                   |                              |
| 2010 | MacGruber                         | Vicki St. Elmo                   |                              |
| 2010 | Despicable Me                     | Miss Hattie (voz)                |                              |
| 2010 | All Good Things                   | Lauren Fleck                     |                              |
| 2011 | Paul                              | Ruth Buggs                       |                              |
| 2011 | Bridesmaids                       | Annie Walker                     | También escritora            |
| 2012 | Friends with Kids                 | Missy                            |                              |
| 2012 | Revenge for Jolly!                | Ángela                           |                              |
| 2013 | Girl Most Likely                  | Imogene                          | También productora ejecutiva |
| 2013 | Despicable Me 2                   | Agente Lucy Wilde (voz)          |                              |
| 2013 | Her                               | SexyKitten (voz)                 |                              |
| 2013 | The Secret Life of Walter Mitty   | Cheryl Melhoff                   |                              |
| 2013 | Anchorman 2: The Legend Continues | Chani                            |                              |
| 2014 | Hateship, Loveship                | Johanna Parry                    |                              |
| 2014 | The Skeleton Twins                | Maggie                           |                              |
| 2014 | Cómo entrenar a tu dragón 2       | Brutilda Borton (voz)            |                              |
| 2014 | Welcome to Me                     | Alice Klieg                      | También productora           |
| 2015 | The Diary of a Teenage Girl       | Charlotte                        |                              |
| 2015 | Nasty Baby                        | Polly                            |                              |
| 2015 | The Martian                       | Annie Montrose                   |                              |
| 2016 | Zoolander 2                       | Alexanya Atoz / Katinka          |                              |
| 2016 | Ghostbusters                      | Dr. Erin Gilbert                 |                              |
| 2016 | La fiesta de las salchichas       | Brenda (voz)                     |                              |
| 2016 | Masterminds                       | Kelly                            |                              |
| 2016 | Lightningface                     | Katherine (voz)                  | Cortometraje                 |
| 2017 | Despicable Me 3                   | Agent Lucy Wilde (voz)           |                              |
| 2017 | Downsizing                        | Audrey Safranek                  |                              |
| 2017 | Mother!                           | Herald                           |                              |
| 2019 | Cómo entrenar a tu dragón 3       | Brutilda Borton (voz)            |                              |
| 2019 | Where'd You Go, Bernadette        | Audrey                           |                              |
| 2020 | Wonder Woman 1984                 | Dra. Barbara Ann Minerva/Cheetah |                              |
| 2021 | Barb and Star Go to Vista Del Mar | Star                             | Post-producción              |
| 2021 | A Boy Called Christmas            | Tía Carlotta                     | Post-producción              |

### Televisió
| Año       | Título                                     | Rol                               | Notas                                                    |
| --------- | ------------------------------------------ | --------------------------------- | -------------------------------------------------------- |
| 2003      | The Joe Schmo Show                         | Dr. Pat                           | 9 episodios                                              |
| 2004      | I'm with Her                               | Kristy                            | Episodio: "The Heartbreak Kid"                           |
| 2004      | The Drew Carey Show                        | Sandy                             | Episodio: "House of the Rising Son-in-Law"               |
| 2005–2020 | Saturday Night Live                        | Varios                            | 135 episodios                                            |
| 2007      | 30 Rock                                    | Candace Van der Shark             | Episodio: "Somebody to Love"                             |
| 2009      | Flight of the Conchords                    | Brahbrah                          | Episodio: "Love Is a Weapon of Choice"                   |
| 2009–2010 | Bored to Death                             | Jennifer Gladwell                 | 3 episodios                                              |
| 2010      | Ugly Americans                             | Tristán (voz)                     | Episodio: "So, You Want to Be a Vampire?"                |
| 2010      | The Cleveland Show                         | Señora Stapleton (voz)            | Episodio: "The Curious Case of Jr. Working at The Stool" |
| 2011–2014 | The Looney Tunes Show                      | Lola Bunny (voz)                  | 25 episodios                                             |
| 2011      | The Simpsons                               | Calliope Juniper (voz)            | Episodio: "Flaming Moe"                                  |
| 2011      | SpongeBob SquarePants                      | Madame Hag Fish (voz)             | Episodio: "The Curse of the Hex"                         |
| 2012      | Portlandia                                 | Gathy                             | Episodio: "Cat Nap"                                      |
| 2013      | The Simpsons                               | Annie Crawford (voz)              | Episodio: "Homerland"                                    |
| 2013      | Saturday Night Live                        | Ella misma (presentadora)         | Episodio: "Kristen Wiig/Vampire Weekend"                 |
| 2013      | Arrested Development                       | Lucille Bluth (joven)             | 7 episodios                                              |
| 2013      | Drunk History                              | Patty Hearst                      | Episodio: "San Francisco"                                |
| 2014      | The Spoils of Babylon                      | Cynthia Morehouse                 | 6 episodios                                              |
| 2015      | A Deadly Adoption                          | Sarah Benson                      | Película de televisión                                   |
| 2015      | The Spoils Before Dying                    | Delores O’Dell                    | 6 episodios                                              |
| 2015      | Wet Hot American Summer: First Day of Camp | Courtney                          | 3 episodios                                              |
| 2016      | Saturday Night Live                        | Ella misma (presentadora)         | Episodio: "Kristen Wiig/The XX"                          |
| 2017      | The Last Man on Earth                      | Pamela Brinton                    | 5 episodios                                              |
| 2017      | Nobodies                                   | Ella misma                        | Episodio: "Not the Emmys"                                |
| 2017      | Wet Hot American Summer: Ten Years Later   | Courtney                          | Episodio: "Tigerclaw"                                    |
| 2017-2019 | Big Mouth                                  | Vagina de Jessi (voz)             | Episodio: "Girls Are Horny Too"                          |
| 2019      | Bless the Harts                            | Jenny Hart / MayKay Bueleer (voz) | 13 episodios                                             |
| 2020      | Saturday Night Live                        | Ella misma (presentadora)         | Episodio: "SNL At Home: Kristen Wiig/Boyz II Men"        |
| 2020      | Saturday Night Live                        | Ella misma (presentadora)         | Episodio: "Kristen Wiig/Dua Lipa"                        |

## Premis
Premis BAFTA
| Any  | Categoria            | Pel·lícula  | Resultat |
| ---- | -------------------- | ----------- | -------- |
| 2011 | Millor guió original | Bridesmaids | Nominada |

Premis del Sindicat d'Actors
| Any  | Categoria                                              | Pel·lícula  | Resultat |
| ---- | ------------------------------------------------------ | ----------- | -------- |
| 2011 | Actuació Excel·lent d'un Repartiment en una Pel·lícula | Bridesmaids | Nominada |

Premis Óscar
| Any  | Categoria            | Pel·lícula  | Resultat |
| ---- | -------------------- | ----------- | -------- |
| 2011 | Millor guió original | Bridesmaids | Nominada |

Premis Globo d'Or
| Any  | Categoria                                                               | Pel·lícula  | Resultat |
| ---- | ----------------------------------------------------------------------- | ----------- | -------- |
| 2011 | Millor Interpretació d'una Actriu en una Pel·lícula - Musical o Comèdia | Bridesmaids | Nominada |

Premis Emmy
| Any  | Categoria                                            | Sèrie                | Resultat |
| ---- | ---------------------------------------------------- | -------------------- | -------- |
| 2009 | Millor Actriu de Repartiment en una Sèrie de Comèdia | Saturday Night Live  | Nominada |
| 2010 | Millor Actriu de Repartiment en una Sèrie de Comèdia | Saturday Night Live  | Nominada |
| 2011 | Millor Actriu de Repartiment en una Sèrie de Comèdia | Saturday Night Live  | Nominada |
| 2012 | Millor Actriu de Repartiment en una Sèrie de Comèdia | Saturday Night Live  | Nominada |
| 2012 | Millor actuació de doblatge de veu                   | The Looney Tunes Xou | Nominada |